# پتاسیم دی‌تیونیت
پتاسیم دی‌تیونیت (به انگلیسی: Potassium dithionite) با فرمول شیمیایی K۲O۴S۲ یک ترکیب شیمیایی با شناسه پاب‌کم ۶۱۷۲۶ است. که جرم مولی آن 206.32 g/mol می‌باشد. 